# Керогаз

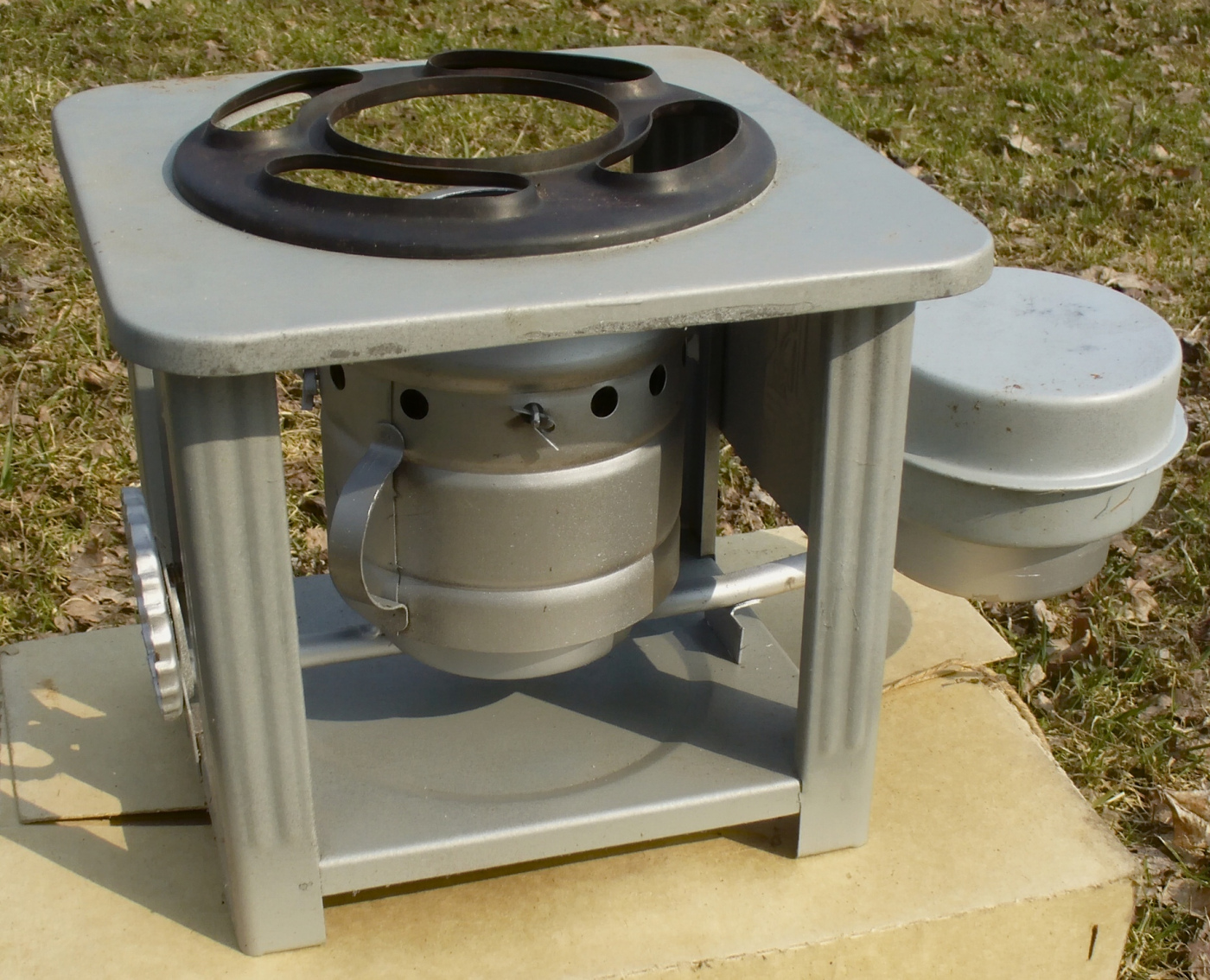
Керогаз Вітебського заводу. 1980-ті роки

Керога́з — побутовий нагрівальний прилад для готування їжі та інших потреб, який працює на гасі. Відрізняється від керосинки наявністю газозмішувача, де відбувається утворення запальної суміші (пари гасу). Діє аналогічно бензиновій запальничці.
Слово керогаз є скороченням від слів керосин («гас») і газ, бо паливом там слугує газоподібна суміш — пара гасу.

## Історія
Для готування їжі на гасі з початку XX ст. широко уживалися керосинки — гасові плитки, які працювали аналогічно гасовій лампі: один або кілька ґнотів горіли у пальнику, створюючи жар. Але керосинки мали низький ККД — на скип'ятіння літра води йшло до півгодини, а витрати палива були великими. Пошуки звільнення цих недоліків керосинок привели до винаходу керогаза. ККД цього приладу виявився набагато вищим: літр води він кип'ятив удвічі швидше, а витрачав всього 180 г гасу на годину. Керогаз менше коптів, запаху від нього теж було менше. Проте, на відміну від простої у застосуванні керосинки, керогаз є складнішим приладом. Для його запалення необхідно спочатку зняти конфорку з газозмішувачем, запалити ґніт, потім знову поставити газозмішувач і конфорку на місце. Маніпуляції з частинами керогаза, покритими гасом, приводили до того, що господарці доводилося після цього ретельно мити руки, щоб позбутися неприємного запаху. У 1950-60-х роки керогаз поступився місцем на кухні газовим плитам, у теперішній час він уживається переважно дачниками і туристами як безпечна заміна примуса. Сучасні керогази, поряд з гасом, можуть працювати також на дизельному паливі (солярогази).

## Будова й уживання

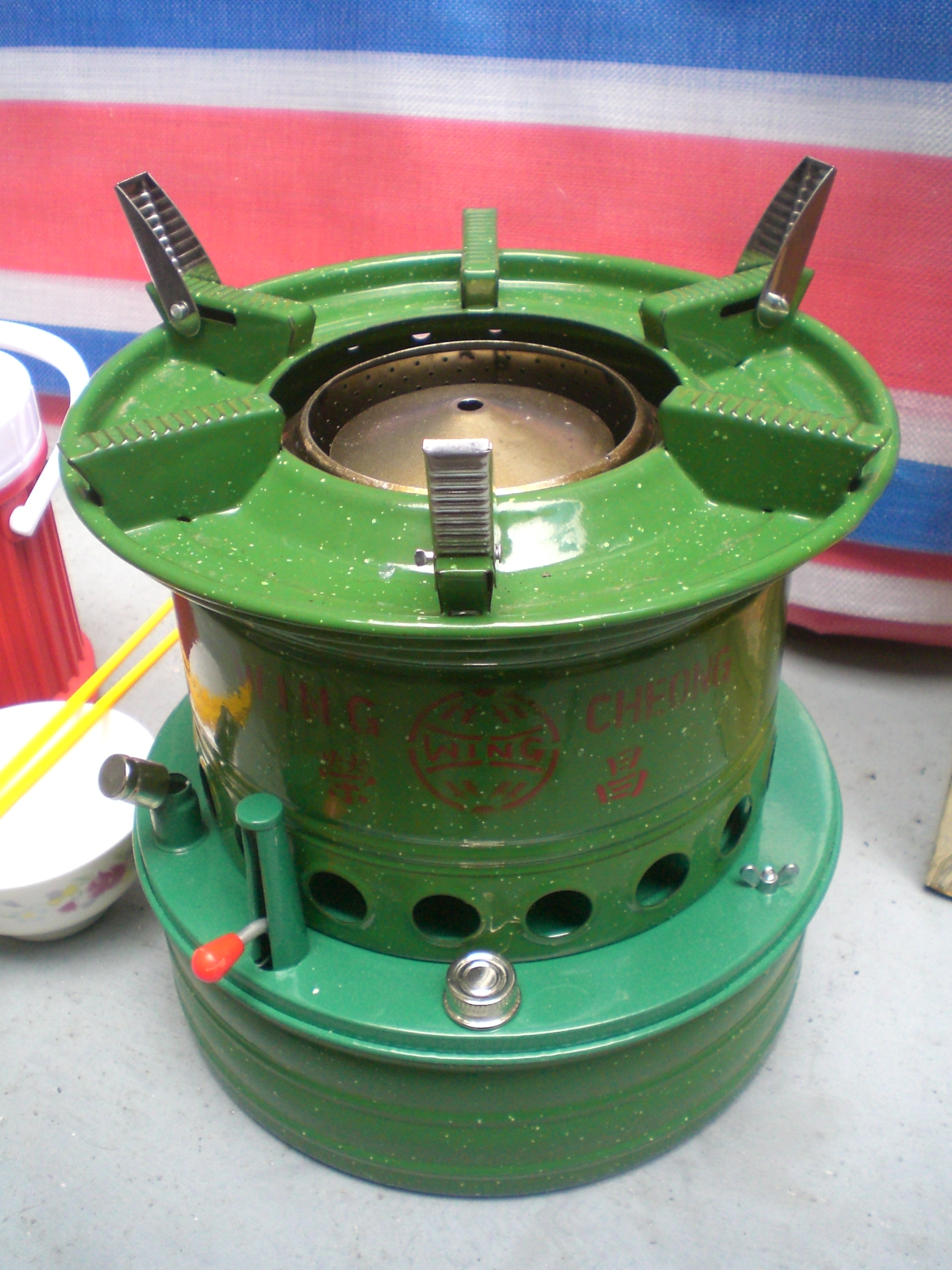
Японський керогаз

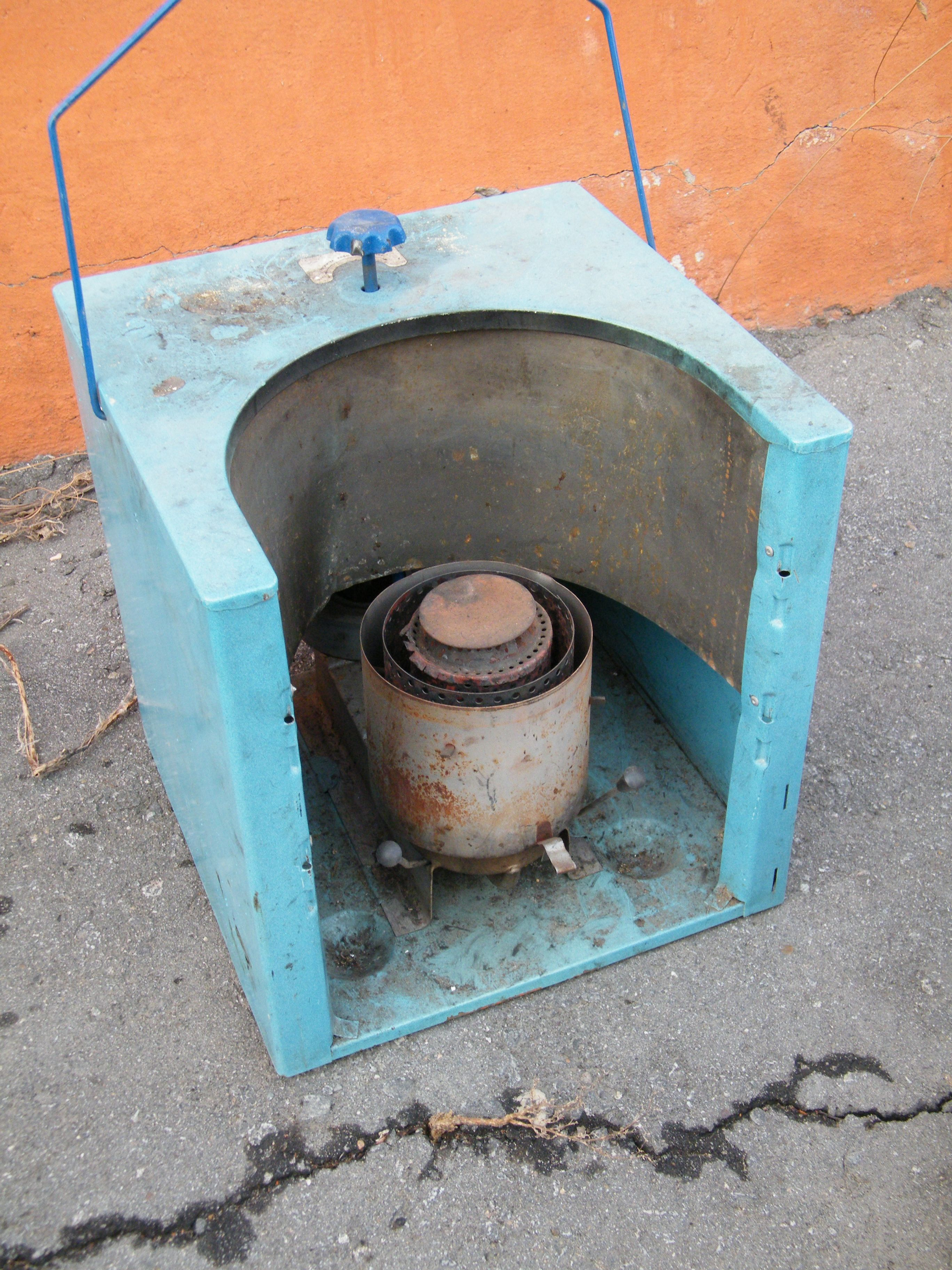
Солярогаз. Вигляд спереду

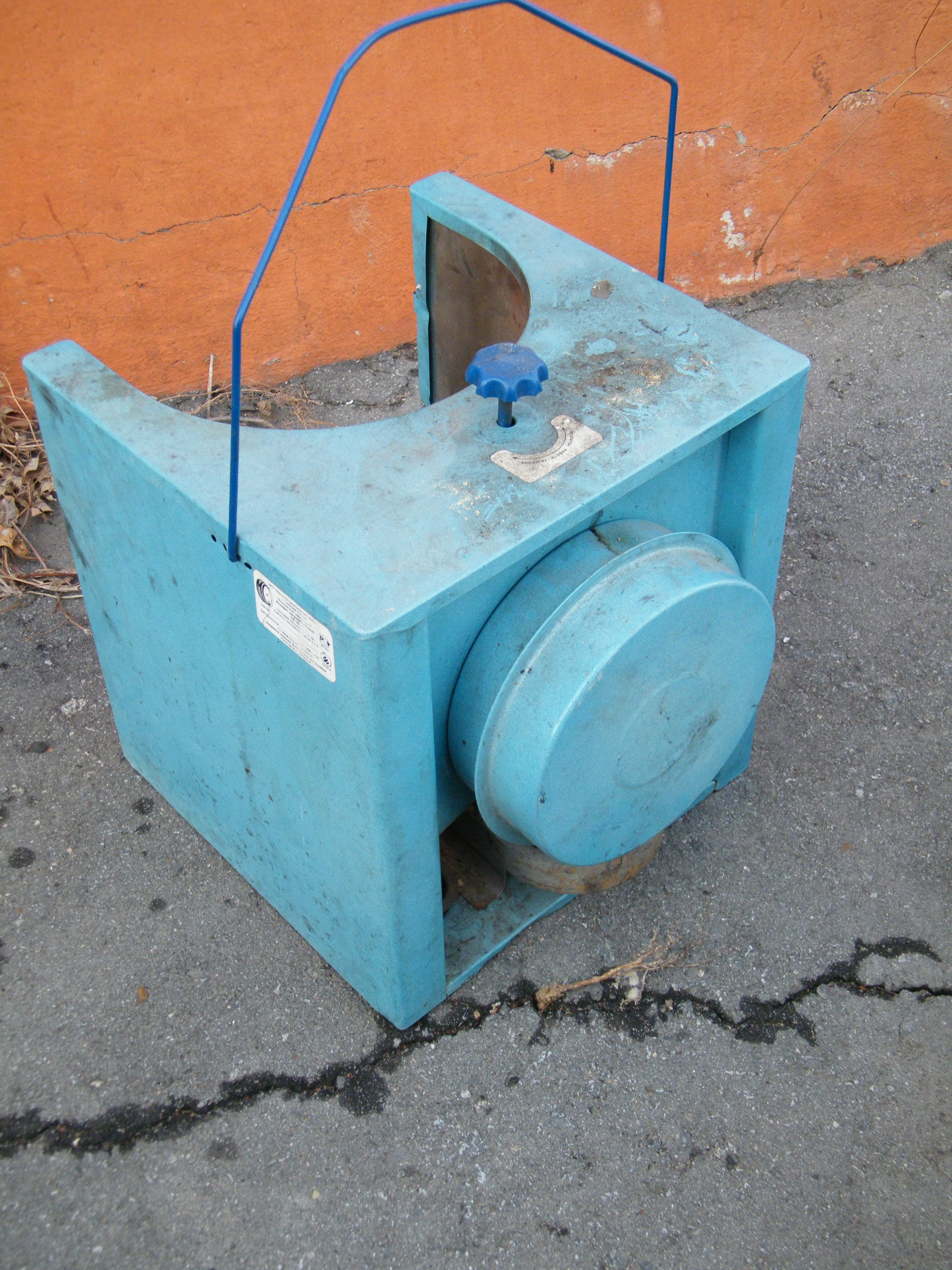
Солярогаз. Вигляд ззаду

Керогази випускалися у різних варіантах виконання: одно-, дво-, три- і чотириконфоркові, маленькі настільні і великі підлогові; з різними типами ґнотів: азбестовим і бавовняним. Найбільшого поширення набули одноконфоркові керогази.
Керогаз складається з підставки-піддона, балона (резервуара) для гасу, живильної трубки і газозмішувача з конфоркою. Балон має спеціальний клапан у нижній частині, а гніздо для балона — натискний штир (голку). При встановленні балона в гніздо штир входить у клапан і вони працюють аналогічно голковому клапану поплавцевого карбюратора, підтримуючи рівень гасу біля ґнота. З газозмішувачем балон з'єднується за допомогою живильної трубки, яка на деяких типах керогазів може міняти свій кут нахилу — для регулювання інтенсивності полум'я. Газозмішувач має вигляд двох перфорованих циліндрів, вставлених один в один: великого зовнішнього і малого внутрішнього. Отвори в їхніх стінках призначені для доступу кисню. Між циліндрами знаходиться ґніт, який має вигляд широкого кільця з бавовни чи азбестового волокна.
Принцип дії керогаза — горіння пари гасу, утвореної внаслідок його нагрівання. Для того, щоб гас нагрівся до температури, при якій він починає випаровуватися, необхідно попередньо розігріти газозмішувач. Для цієї мети і використовується ґніт, який знаходиться між подвійними стінками. Він горить тільки під час розпалювання, після займання гасової пари гасне. Під час роботи керогаза його функція — подавання гасу з нижньої частини газозмішувача у верхню, де відбувається горіння. Чим інтенсивніше полум'я, тим більше нагрівання і відповідно утворення пари гасу. Ця особливість дещо перешкоджає швидко міняти силу нагріву — кілька хвилин доводиться чекати, щоб газозмішувач трошки остигнув або розігрівся.
Для розпалення керогаза треба було наповнити балон гасом, встановити коліщатко-регулятор за стрілкою «більш» до відмови, припідняти газозмішувач за руків'я (на деяких типах керогазів — зняти конфорку і газозмішувач), запалити ґніт, поставити газозмішувач з конфоркою на місце. Через 5-7 хвилин, коли керогаз розігріється, відрегулювати полум'я. Розпалення старовинних керогазів було складнішим: треба було вийняти внутрішній циліндр газозмішувача, запалити ґніт і поставити циліндр на місце. Регулювання інтенсивності полум'я в керогазі здійснюється шляхом зміни рівня гасу у районі ґнота — за допомогою регулятора. Для того, щоб погасити прилад, треба повернути регулятор у напрямку «менш» до відмови, через кілька хвилин полум'я мало погаснути.
У керогазах уживалися бавовняні та азбестові ґноти. Потужність азбестового ґнота була удвічі більшою: 4 літри води керогаз з таким ґнотом доводив до кипіння за півгодини (керогаз з бавовняним — 55 хвилин).
В інструкціях зі застосування керогазів приписувалося не уживати у них замість гасу бензин та інше паливо; не проводити доливання гасу у резервуар під час роботи приладу; не гасити полум'я задуванням; не сушити над керогазом білизну, не переносити керогаз під час горіння.

## Відмінності від інших гасових нагрівальних приладів
- Від керосинки керогаз відрізняється наявністю газозмішувача, ґніт там слугує не для горіння, а тільки для утворення пальної суміші
- Від примуса керогаз відрізняється наявністю ґнота і відсутністю форсунки і насоса.

## Солярогаз
Солярогаз — різновид керогаза, у якому, окрім гасу, може уживатися також дизельне паливо. Уживається здебільшого для обогріву нежилих приміщень (гаражів тощо).